# Geelgroene kardinaal
De geelgroene kardinaal (Caryothraustes canadensis) is een zangvogel uit de familie Cardinalidae (kardinaalachtigen).

## Verspreiding en leefgebied
Deze soort telt vier ondersoorten:
- C. c. simulans: oostelijk Panama.
- C. c. canadensis: zuidoostelijk Colombia, zuidelijk Venezuela, de Guyana's en noordelijk Brazilië.
- C. c. frontalis: noordoostelijk Brazilië.
- C. c. brasiliensis: oostelijk Brazilië.